# جاکومو زاپاکوستا
جاکومو زاپاکوستا (انگلیسی: Giacomo Zappacosta؛ زادهٔ ۲۱ آوریل ۱۹۸۸) بازیکن فوتبال اهل ایتالیا است.
از باشگاه‌هایی که در آن بازی کرده‌است می‌توان به باشگاه فوتبال ارورا پرو پاتریا ۱۹۱۹، باشگاه فوتبال فیورنتینا، باشگاه فوتبال دلفینو پسکارا، و باشگاه فوتبال لچه اشاره کرد.
وی همچنین در تیم ملی فوتبال Italy U-20 Lega Pro بازی کرده‌است.